# ديار بكر (منطقة)

خريطة للجزيرة (بلاد ما بين النهرين العليا) مع مناطقها في العصور الوسطى

ديار بكر («مسكن بكر بن وائل») هو الاسم العربي في القرون الوسطى لأقصى شمال المقاطعات الثلاث في الجزيرة (أعالي بلاد ما بين النهرين)، والاثنان الآخران هما ديار مضر وديار ربيعة. وفقا للبلاذري، تم تسمية جميع المحافظات الثلاث باسم القبائل العربية الرئيسية التي استقرت فيها من قبل معاوية بن أبي سفيان في سياق الفتوحات الإسلامية في القرن السابع. استوطنت ديار بكر من قبل قبيلة ربيعة من بكر بن وائل، وبالتالي فانه يشار إلى المقاطعتين بشكل جماعي في بعض الأحيان باسم «ديار ربيعة». في وقت لاحق استخدم الاتراك مسمى «ديار بكر» للإشارة إلى الجزء الغربي من المقاطعة السابقة، حول وسط (والذي أصبح يعرف باسم ديار بكر باللغة التركية). 
تضم ديار بكر المنطقة الواقعة على ضفتي النهر العلوي لنهر دجلة، بالقرب من مصادره إلى حيث يتغير مساره من الغرب الي الشرق ليتحول إلى الجنوب الشرقي. كانت مدينته الرئيسية آمد، والمستوطنات الرئيسية الأخرى شملت ميافارقين، حصن كيفا، وأرزان. جغرافيًا وسياسيًا، كانت ديار بكر في العصور الإسلامية الأولى جزءًا من الجزيرة، لكنهها، أحيانًا انضمت إلى إمارة أرمينيا في الشمال. في أواخر القرن التاسع، كانت تحت سيطرة سلالة ذاتية الحكم أسسها عيسى بن الشيخ الشيباني. في منتصف القرن العاشر، انتقلت المنطقة إلى أيدي الحمدانيين، لكن حكمهم تنازع عليه البويهيون (978-983) وبعد ذلك المروانيون. حكمت إمارة المروانيون المنطقة لمدة قرن تقريبا قبل أن يتم ضمها من قبل الدولة السلجوقية في الفترة 1084-1085. بعد انهيار دولة السلاجقة بعد وفاة جلال الدولة ملك شاه عام 1092، أقامت سلسلة من الإمارات الصغيرة نفسها في جميع أنحاء المنطقة، وكانت من أهمها الدولة الأرتقية من ماردين. في أواخر القرن الثاني عشر، أصبحت المقاطعة تحت سيطرة الأيوبيين، وفي منتصف القرن الثالث عشر، تم تقسيمها بين الأيوبيين في الشرق وسلاجقة الروم، الذين كانوا يسيطرون على الجزء الغربي حول آمد. حوالي 1260، غزا المغول المنطقة، وسمحوا للحكام المحليين بمواصلة ممارسة السلطة كنواب لهم. في القرن الرابع عشر، تم احتلال المنطقة من قبل آق قويونلو، الذي تنازع على السيطرة مع قراقويونلو والأمراء الأيوبيين السابقين. في أوائل القرن السادس عشر، ولفترة احتلها الصفويون قبل أن تدخل تحت السيطرة العثمانية في 1516.